# Scott Martin (kartläsare)
Ej att förväxla med den australienske friidrottaren Scott Martin.
Scott Martin, född 6 november 1981 är en brittisk kartläsare inom rally.